# Contursi Terme
Contursi Terme là một đô thị (comune) thuộc tỉnh Salerno trong vùng Campania của Ý. Contursi Terme có diện tích 28,9 km2, dân số là 3281 người (thời điểm ngày 31 tháng 8 năm 2007).